# Passiflora shaferi
Passiflora shaferi är en passionsblomsväxtart som beskrevs av Nathaniel Lord Britton. Passiflora shaferi ingår i släktet passionsblommor, och familjen passionsblomsväxter. Inga underarter finns listade i Catalogue of Life.